# 坂井丞
坂井 丞（さかい しょう、1992年8月22日 - ）は、日本の飛込競技選手。神奈川県相模原市出身。麻布大学附属渕野辺高等学校、日本体育大学体育学部卒業。身長171cm、体重58kg。ミキハウス所属。

## 経歴
両親とも飛込選手であり、指導者。姉と妹も飛込選手である。
高校時代は高校総体で3年連続で板飛び込みと高飛び込みの2冠を達成した。日本選手権では2009年の1m板飛び込みで初優勝し、2010年には3m板飛び込みと高飛び込みで優勝した。
世界選手権では2009年ローマから6大会連続で代表になっている。2013年バルセロナでの3m板飛び込み8位が最高成績である。2014年仁川アジア大会では3m板飛込みで銅メダルを獲得している。
2016年2月のFINA飛込ワールドカップでは3m板飛び込みの準決勝で敗退したが、2016年リオデジャネイロオリンピックの出場枠を獲得し初めての五輪代表に決まった。本番ではミスが響いて22位で予選敗退に終わった。　
2018年ジャカルタアジア大会では、12歳年上の寺内健と組んだ3mシンクロ板飛び込みで銅メダルを獲得した。
2019年に2010年頃からコリン性蕁麻疹に悩まされてることを公表した。症状が悪化し練習を十分にこなせない状態で臨んだ2019年光州世界水泳選手権で、寺内と組んだ3mシンクロ板飛び込みで7位に入賞し、日本水泳連盟の規定により2020年東京オリンピックの代表に内定した。全競技を通じ、個人としては東京五輪の日本代表内定第1号となった。
2020年東京オリンピックでは男子シンクロ板飛び込みに寺内健と組んで出場し393.93点の5位となった。